# Kiril Dojčinovski
Kiril Dojčinovski (Skopje, 14 de outubro de 1943 – 10 de agosto de 2022) foi um futebolista profissional macedônio, que atuou como defensor.

## Carreira
Dojčinovski jogou pelo Estrela Vermelha de 1967 a 1974, com o qual conquistou quatro campeonatos nacionais. Enquanto esteve na equipe, atuou em 417 partidas e marcou onze gols. Outros clubes pelos quais jogou foram Vardar Skopje, Troyes e Paris.
Fez parte do elenco da Seleção Iugoslava de Futebol da Copa do Mundo de 1974.

## Morte
Em 10 de agosto de 2022, o Estrela Vermelha divulgou a morte de Dojčinovski.